# 야고토 공원묘원

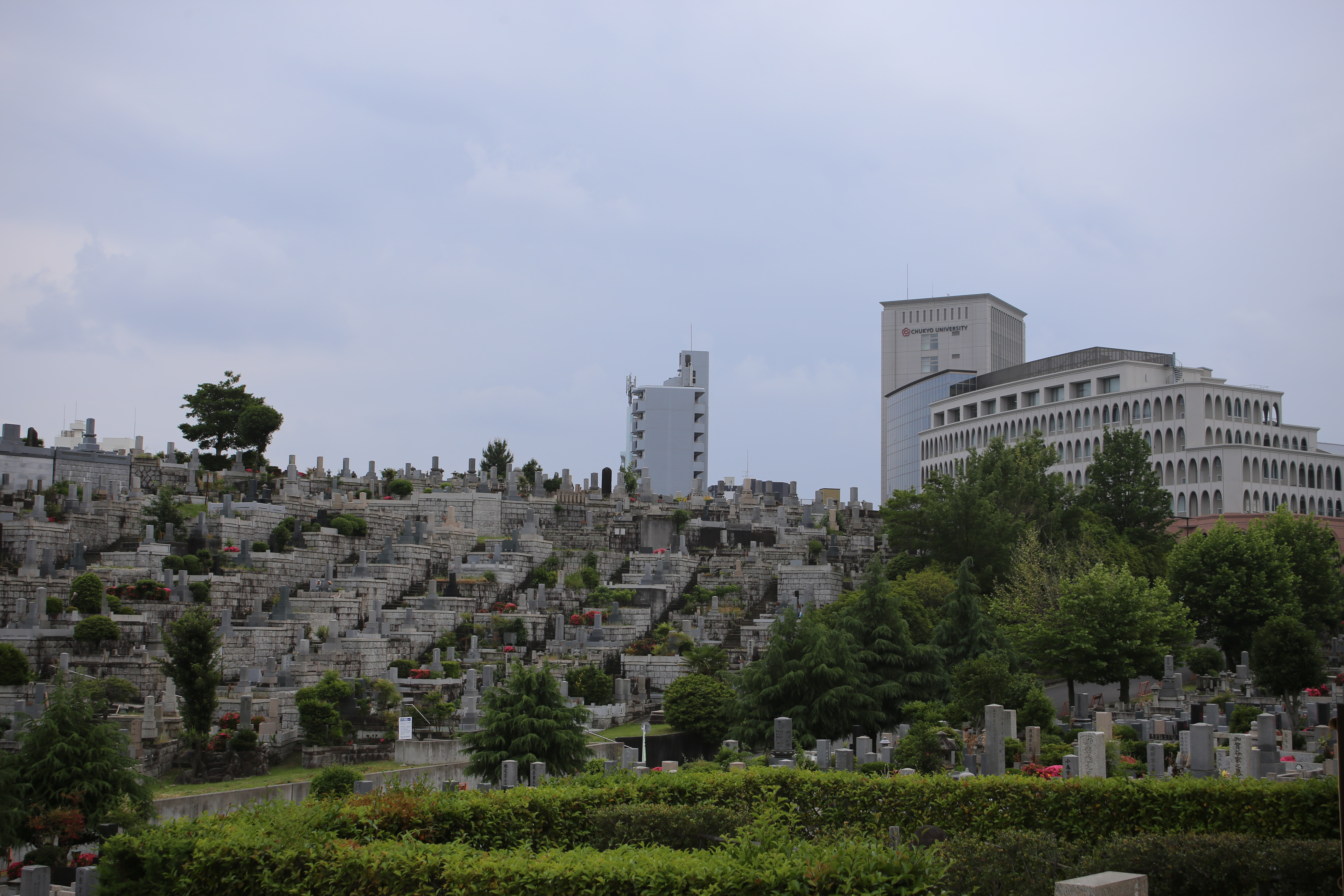
2016년 5월 당시의 야고토 공원묘원

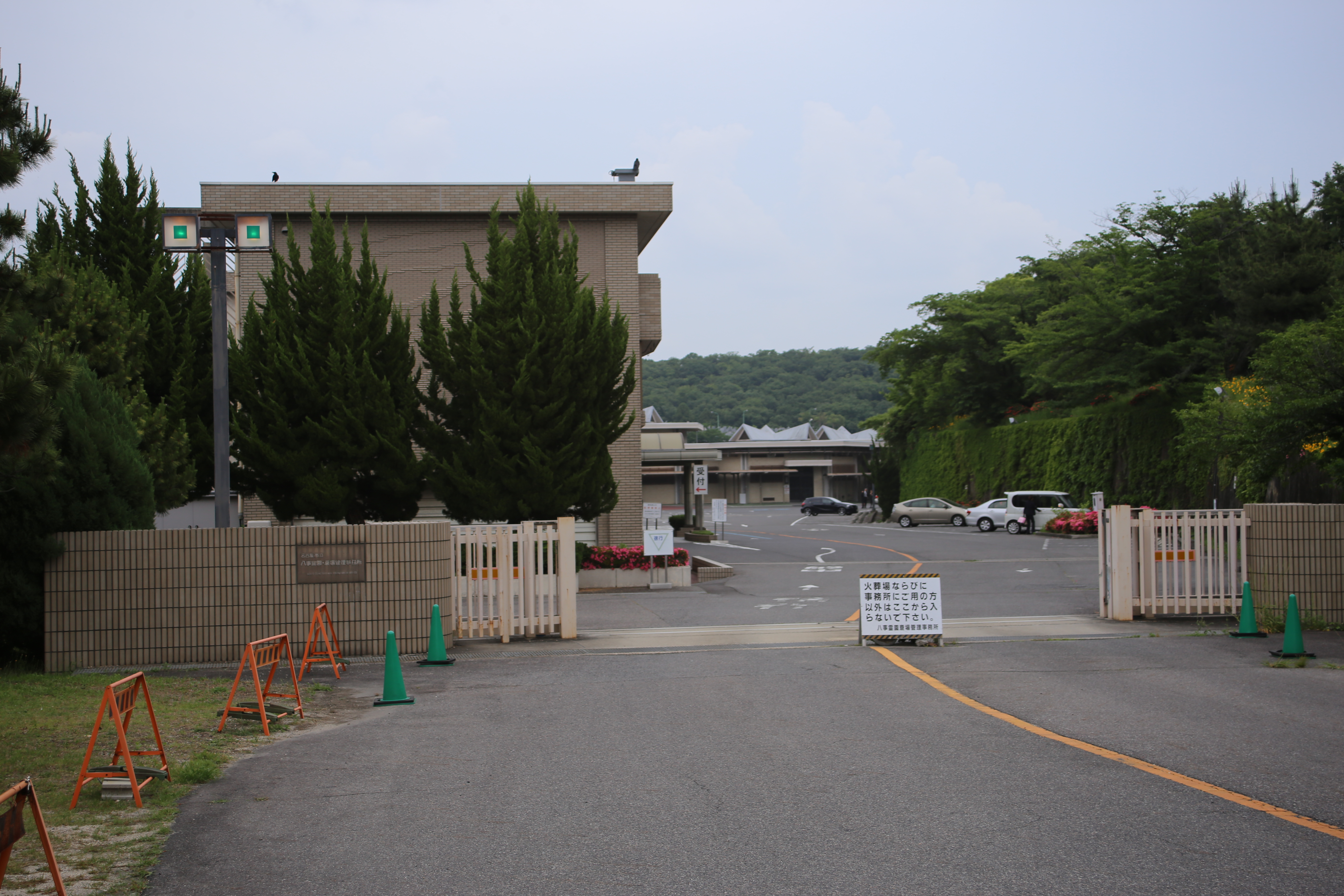
야고토 제장 (2016년 5월)

야고토 공원묘원(일본어: 八事霊園, Yagoto Cemetery Park)은 아이치현 나고야시 덴파쿠구에 위치하고 있는 공원묘지이다. 그러나 해당 묘지는 사람 뿐만 아니라 애완동물도 함께 화장 처리를 하고 있는 공원묘지이기도 하며, 화장장도 역시 공원묘원의 북부 지역에 위치하고 있는 야고토 제장(八事斎場) 내부에 별도로 부설되어 있다. 그래서 일본 최대의 화장 시설 및 장묘 시설로 손을 꼽히고 있다.

## 화장 처리된 주요 유명 인사
- 이케다 기조쿠(일본어판) (음악가)
- 다니가와 아케미(일본어판) (원 도카이 라디오 아나운서)
- 우쓰이 겐(일본어판) (배우)
- 다카노나미 사다히로(일본어판) (원 오제키(일본어판))

## 주변 시설
- 메이조 대학
  - 덴파쿠 캠퍼스
  - 야고토 캠퍼스
- 주쿄 대학
- 고조지(일본어판)

## 교통편
- 나고야 시영 지하철 메이조 선·쓰루마이 선 야고토 역에서 6번 출구를 통해 도보로 15분 소요
- 나고야 시영 버스 야마테토리 5초메 정거장 하차 후 도보로 5분 소요

## 같이 보기
- 평화공원
- 미도리가오카 공원
- 인천가족공원
- 영락공원